# چاتیک‌سو (آیدین‌تپه)
چاتیک‌سو {{ترکی|Çatıksu) (به کردی: Vahşîn) (به ارمنی: Վահանաշեն) یک منطقهٔ مسکونی در ترکیه است که در آیدین‌تپه واقع شده‌است. چاتیک‌سو ۵۹۷ نفر جمعیت دارد.